# 1-二十七烷醇
1-二十七烷醇是一种有机化合物，化学式为C27H56O。它可由环己烷甲酸二十七烷基酯在氢氧化钾溶液中的水解得到。它可以和乙酸酐反应，生成乙酸二十七烷基酯。它可以和环氧乙烷发生聚合反应，得到聚合物。